# Тхеппхітхак Чіндавонг
Тхеппхітхак Чіндавонг (1 січня 1991) — лаоський плавець.
Учасник Олімпійських Ігор 2008 року.